# The Elder Scrolls: Arena
The Elder Scrolls: Arena es un videojuego de rol desarrollado para PCs que aún lleven el sistema operativo MS-DOS, aunque se puede emular en sistemas más modernos como Microsoft Windows. Es la primera entrega de la serie The Elder Scrolls. El juego fue desarrollado por Bethesda Softworks, y fue lanzado en el año 1994 en Estados Unidos. 

## Argumento
El emperador Uriel Septim VII es traicionado por Jagar Tharn, un mago guerrero de la corte, el cual encierra al emperador en una dimensión creada por él mismo, aprovechando esto para así suplantar su identidad, iniciando así un oscuro reinado. Incapaz de corromper a su aprendiz Ria Silmane, la asesina cuando esta intenta advertir al consejo de magos sobre la situación, sin embargo la maga usa su poder para mantenerse en este plano y ayudar al campeón eterno. Nuestra misión inicia con nosotros en el papel del campeón encerrado como prisionero en las mazmorras, escapamos de estas con la ayuda del espíritu de Ria y procedemos a lanzarnos a la tarea de liberar al emperador, juntando las piezas del bastón del caos y derrotar a Jagar.

## Sistema de juego
El juego ofrecía una libertad nunca vista hasta el momento en un videojuego. El jugador podía pasear por todo el imperio haciendo lo que más le apeteciera. Entrar en las típicas mazmorras, ayudar a los ciudadanos, salvar a un viajero o buscar un empleo son solo algunos de los ejemplos. El juego sorprendió por su interesante línea argumental y su gran libertad dentro del gigantesco escenario.
Debido a que es un juego en primera persona, los jugadores deben guiarse por una brújula y un mapa, además de atacar a monstruos y enemigos con las armas cuerpo a cuerpo, arcos (o sus variantes) y conjuros. Al momento de la creación del juego, se detectaron cientos de mazmorras, 17 de ellas que son del argumento principal y el resto son genéricas.
Arena es uno de los primeros juegos de mundo abierto y que puede cambiar el ciclo de día y noche de manera acelerada. De noche, todas las tiendas (exc. las tabernas) quedan cerradas y los aldeanos vuelven a sus casas debido a la invasión de vándalos, monstruos u otros enemigos durante esas horas. Los jugadores deben prestar atención a la hora de atacar o interactuar.
Al igual que Brandish, también posee armas y protectores que se desgastan durante el ataque y defensa, respectivamente, y tienden a romperse si estos resulten muy dañados, por lo cual deben ser reparados por herreros.
Además, el juego presenta varios parámetros y 3 barras: la de vida (muere el personaje si cae a 0), la de magia (solo para los magos y sus subclases) y del aguante (empieza a bajar la barra de vida si esta cae a 0).

## Desarrollo
En principio Bethesda Softworks (desarrolladora del juego) lo orientó como un juego de acción sobre gladiadores que viajaban ciudad por ciudad en busca de la gloria. Finalmente se decantaron por el rol.
Al principio, se vendieron 3000 copias. Arena se vendió en disquetes y CD-ROM. La versión de CD contiene mejoras en su contenido, ya que se agregó más personajes y ciertos textos fueron reemplazados por videos. Nuevos sistemas requieren de emuladores como DOSBox para ejecutar, debido a que Arena es un juego de DOS.

## Fallos detectados
El gran problema del juego era la enorme cantidad de errores que dificultaban la finalización del juego. La mayoría de las veces se trababan la partida incluso con emuladores como DOSBox. Los nuevos CD-ROM que se lanzaron recibieron parches de corrección de errores, pero algunos errores no se solucionaron.